# Radio Schwany
Radio Schwany ist ein 2011 gegründeter privater Internetradiosender mit Sitz in Aiterhofen, der 14 Webstreams verbreitet. Darunter ist neben Musik-Streams auch ein Märchenprogramm für Kinder. Dieses bringt regelmäßig auch Hörspiele erfolgreicher kommerzieller Reihen wie Benjamin Blümchen und Die drei ???.

## Geschichte
Radio Schwany begann ursprünglich als von Markus Schwannberger gegründeter Ein-Mann-Radiosender. Nach ihm ist der Sender auch benannt. 2019 wurde bereits über 6 Millionen Hörer des damals noch reinen Webradios berichtet.
Huby Mayer unterstützte den Sender in seinen Anfängen, indem er ihm seine gesamte Backlist zur Sendung zur Verfügung stellte.
Einer der Streams, die HoamatWelle, wurde als terrestrisch empfangbares Hörfunkprogramm von 2020 bis zum 31. März 2024 im Großraum Ingolstadt über DAB+ ausgestrahlt. 